# 謝朝錫
謝朝錫（1519年—？），字懷邦，號龍岡，四川敘州府富順縣人，民籍。

## 生平
治《詩經》，由國子生中式四川鄉試第三十三名舉人，會試中式第二百九十九名。年三十五歲中式嘉靖三十二年癸丑科第三甲第二百七十二名進士。刑部观政，授中书舍人，卒。

## 家族
曾祖謝訓；祖謝金海；父謝鳴豸；母丁氏。重慶下，妻金氏，弟朝聘（生员）；朝璽。